# Bieggagallis
Bieggagallis var en gudom i samisk religion. Han var en stormgud. Han var make till solgudinnan Beaivi. Tillsammans omtalas de som människornas föräldrar. 